# Ngama
Ngama és una ciutat i sotsprefectura al Txad, situada a la regió d'Hadjer Lamis. Forma part del departament de Dababa. La ciutat està comunicada amb l'aeroport de Bokoro.

## Ubicació geogràfica
La ciutat està situada en la zona central meridional del Txad, en la riba dreta del riu Batha-Lariri, que s'asseca estacionalment, a una altitud de 304 metres sobre el nivell de la mar. L'assentament està situat a uns 222 quilòmetres a l'est-sud-est de la capital N'Djamena.